# Алёшкин (Волгоградская область)
Алёшкин — хутор в Чернышковском районе Волгоградской области России.
Является административным центром и единственным населённым пунктом Алёшкинского сельского поселения. Население 364 чел. (2021).

## История
22 декабря 2004 года, в соответствии с Законом Волгоградской области № 976-ОД Алёшкин возглавил образованное Алёшкинское сельское поселение.

## География
Расположен на Донской равнине на юго-западе региона, на реке Аксенец.

## Население
| 2010 | 2012 | 2013 | 2014 | 2015 | 2016 |
| ---- | ---- | ---- | ---- | ---- | ---- |
| 442  | ↘432 | ↘422 | ↘411 | ↘396 | ↘393 |
| 2017 | 2018 | 2019 | 2020 | 2021 |      |
| ↘390 | ↘385 | ↘380 | ↘375 | ↘364 |      |

## Инфраструктура
Администрация Алёшкинского сельского поселения.

## Транспорт
Просёлочные дороги.